# سان سالفاتوري مونفيراتو
سان سالفاتوري مونفيراتو (بالإيطالية: San Salvatore Monferrato)‏ هي بلدية في مقاطعة ألساندريا في إقليم بييمونتي في إيطاليا.

## السكان
في سنة 1861 بلغ عدد السكان 6٬792 نسمة، وتطور العدد ليصل في سنة 2011 لـ 4٬449 نسمة.
يظهر هذا المخطط البياني تطور النمو السكاني لـ سان سالفاتوري مونفيراتو

## توأمة
لسان سالفاتوري مونفيراتو اتفاقيات توأمة مع:
- اجيرولا